# The Hand at the Window
The Hand at the Window er en amerikansk stumfilm fra 1918 af Raymond Wells.

## Medvirkende
- Joe King som Roderick Moran
- Margery Wilson som Laura Bowers
- Francis McDonald som Tony Brachieri
- Aaron Edwards som O'Brien
- Arthur Millett